# Родословная
Родословная — свод данных, описывающих происхождение тех или иных семей (людей, животных) от других семей (людей, животных).
Наиболее часто это понятие используется для обозначения родословной человека. Родословные также используются в сельскохозяйственном и декоративном животноводстве, в садоводстве.
Для записи родословных людей наиболее часто используются два вида записи:
- Родовое (генеалогическое) дерево
- Поколенная роспись

В родословной животных описывают: номер племенной книги, время и место рождения, породность, сведения о предках/родителях животного, порядковый номер, присвоенный при рождении.